# Drosera madagascariensis
Drosera madagascariensis är en sileshårsväxtart som beskrevs av Dc. Drosera madagascariensis ingår i släktet sileshår, och familjen sileshårsväxter.
Artens utbredningsområde är:
- Angola.
- Kamerun.
- Kongo-Brazzaville.
- Kongo-Kinshasa.
- Gabon.
- Guinea.
- Kenya.
- Madagaskar.
- Mali.
- Malawi.
- Moçambique.
- Nigeria.
- Niger.
- Swaziland.
- Sydafrika
  - Free State.
  - Gauteng.
  - Norra Kapprovinsen.
  - Västra Kapprovinsen.
  - Östra Kapprovinsen.
  - KwaZulu-Natal.
  - Limpopoprovinsen.
  - Mpumalanga.
  - Nordvästprovinsen.
- Tanzania.
- Uganda.
- Zambia.
- Zimbabwe.

Inga underarter finns listade i Catalogue of Life.

## Bildgalleri

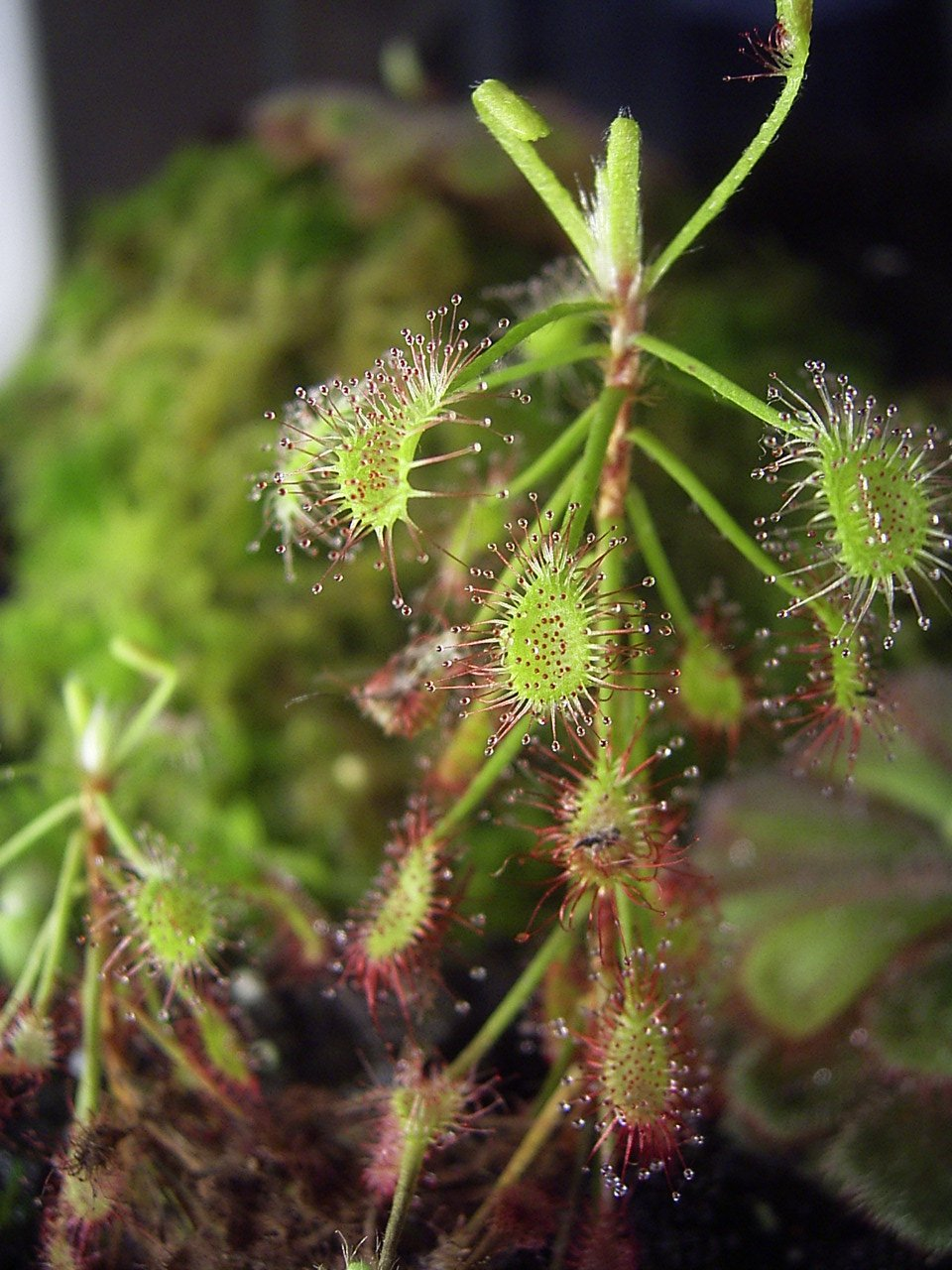
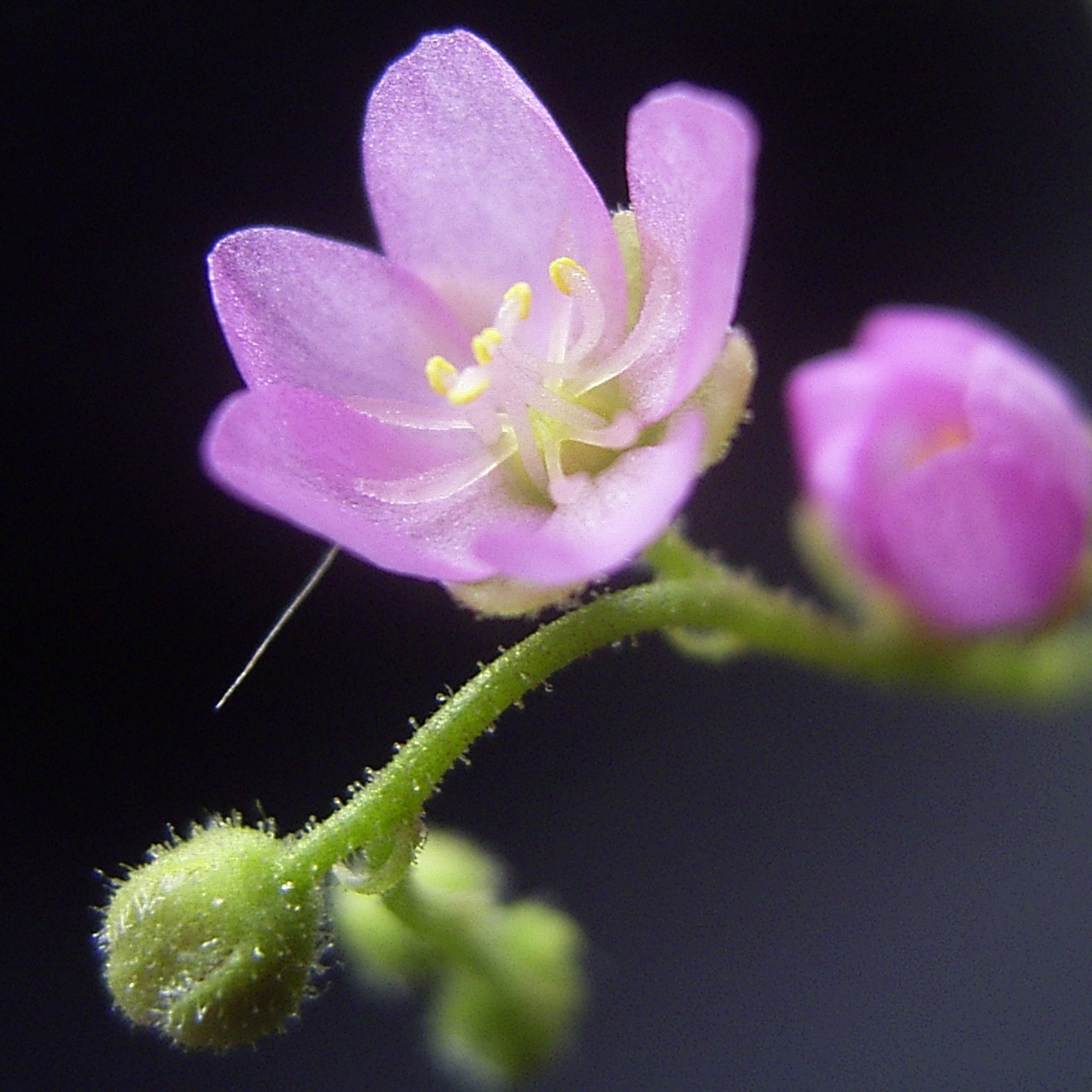